# Ahlia egmontis
Ahlia egmontis är en fiskart som först beskrevs av Jordan, 1884.  Ahlia egmontis ingår i släktet Ahlia och familjen Ophichthidae. Inga underarter finns listade i Catalogue of Life.